# Iosîpivka, Bila Țerkva
Iosîpivka (în ucraineană Йосипівка) este localitatea de reședință a comunei Iosîpivka din raionul Bila Țerkva, regiunea Kiev, Ucraina.

## Demografie
Componența lingvistică a localității Iosîpivka
     Ucraineană (98,41%)
     Rusă (1,59%)
Conform recensământului din 2001, majoritatea populației localității Iosîpivka era vorbitoare de ucraineană (98,41%), existând în minoritate și vorbitori de rusă (1,59%).